# Cmentarz żydowski w Działoszycach
Cmentarz żydowski w Działoszycach – nieistniejący cmentarz żydowski w Działoszycach przy ul. Skalbmierskiej. Na cmentarzu nie ma żadnych nagrobków ani też śladów po jego murowanym ogrodzeniu. 
Cmentarz powstał na początku XIX wieku dla społeczności żydowskiej zamieszkującej Działoszyce od I połowy XVIII w. do 1943 r. Przed II wojną cmentarz miał poniżej 2 ha powierzchni. Został całkowicie zniszczony przez Niemców podczas II wojny światowej, którzy zabrali wszystkie macewy i rozebrali cały kamienny mur na budowę drogi. Obecnie na nieogrodzonym terenie brak jakichkolwiek nagrobków, a teren cmentarza porasta las.